# Angelos Messaris
Angelos Messaris (griechisch Άγγελος Μεσσάρης, * 1910 in Kapstadt, Südafrika; † 6. Juni 1978 in Athen, Griechenland) war ein griechischer Fußballspieler.

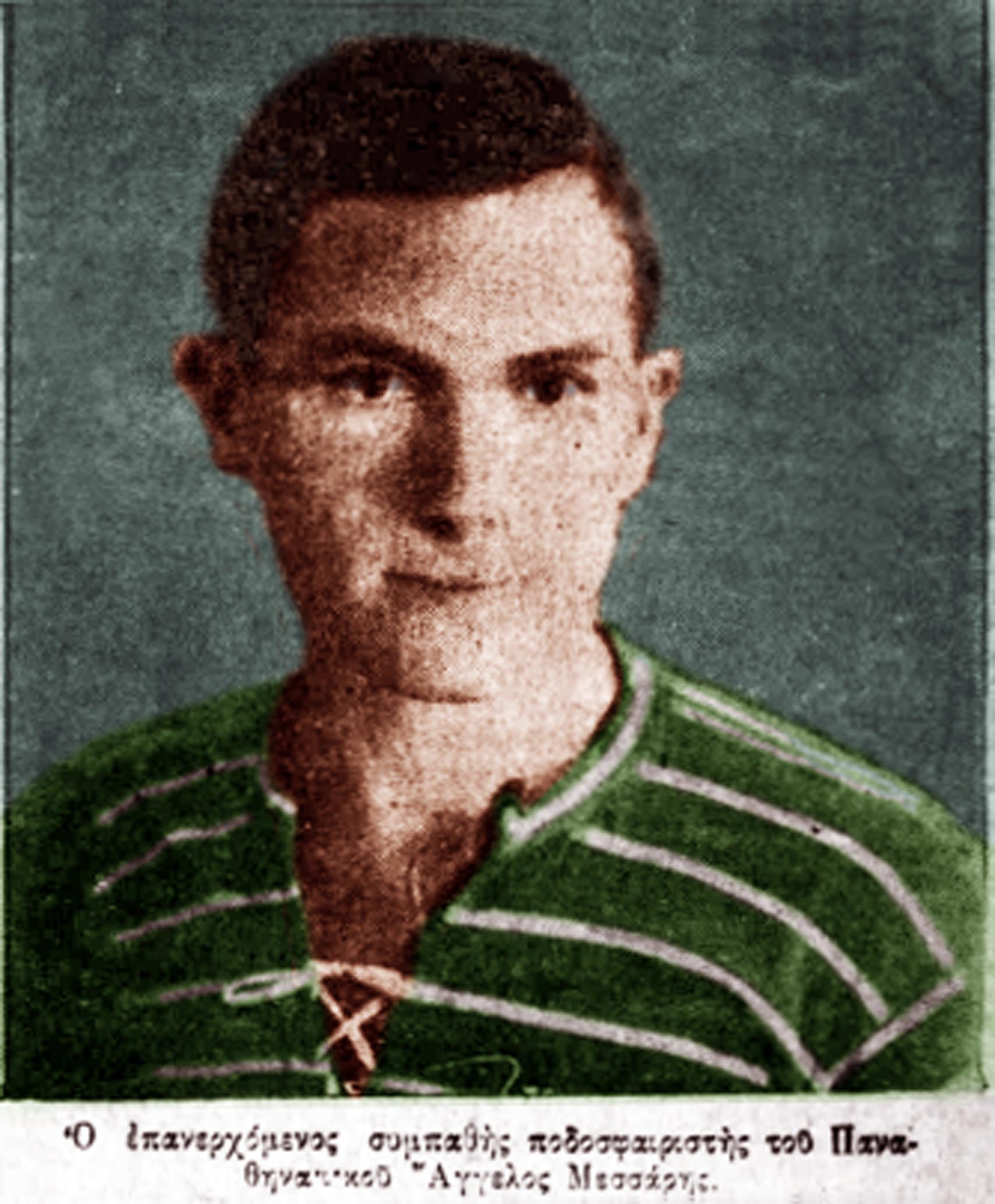
Angelos Messaris

## Karriere
Der 1910 in Kapstadt geborene Stürmer kehrte 1927 mit seinen Eltern nach Athen zurück und spielte anfänglich für Goudi, den ältesten Athener Fußballverein. Während eines seiner Spiele fiel er dem damaligen Trainer von Panathinaikos Athen auf, der sich für eine Verpflichtung Messaris starkmachte. So wechselte er 1930 zu Panathinaikos und sah sich trotz seines recht geringen Alters in der Aufgabe des Führungsspielers seiner neuen Mannschaft.
Mit Panathinaikos gewann Messaris 1930 die erste gesamtgriechische Meisterschaft des Vereins. Unvergessen bleibt dabei der 1. Juni 1930 als Messaris beim 8:2-Erfolg über den Erzrivalen Olympiakos Piräus zwei Tore schoss und drei weitere vorbereitete. Auch wenn es damals aussah als ob Messaris vor einer großen Karriere stehen würde, fand diese ein jähes Ende. Grund hierfür war ein Konflikt zwischen Angelos Messaris und Apostolos Nikolaidis. Messaris hatte den Wunsch, sich an der Universität Athen zu immatrikulieren, scheiterte jedoch, obwohl er ein hervorragender Schüler war, gleich dreimal bei diesem Versuch. Messaris mutmaßte, dass der einflussreiche Nikolaidis die Ablehnungen veranlasst hatte, um zu erreichen, dass er sich nur auf den Sport konzentrierte. Messaris traf daraufhin die für den Verein folgenschwere Entscheidung, im Alter von gerade einmal 22 Jahren seine Karriere zu beenden. Die Anhänger waren über diese Entscheidung entsetzt, und hunderte Menschen zogen vor sein Anwesen, um ihn umstimmen. Messaris ließ sich allerdings nicht beirren und blieb bei seiner Entscheidung. So kam es, dass Messaris letztes Spiel die 0:2-Niederlage am 23. April 1931 gegen den Lokalrivalen AEK Athen war.
Auch wenn er nur für kurze Zeit für Panathinaikos aktiv war, schaffte es Messaris, der auf insgesamt 53 Tore kam, einen Mythos um seinen Namen aufzubauen, der bis heute anhält.
Der 1978 verstorbene Messaris gilt bis heute als einer der beliebtesten Spieler aller Zeiten bei Panathinaikos und als der beste griechische Spieler in der Zeit vor dem Zweiten Weltkrieg; seine Beerdigung wurde von Tausenden Zuschauern verfolgt.

## Titel
- Griechischer Meister: 1930

| Personendaten    | Personendaten               |
| ---------------- | --------------------------- |
| NAME             | Messaris, Angelos           |
| KURZBESCHREIBUNG | griechischer Fußballspieler |
| GEBURTSDATUM     | 1910                        |
| GEBURTSORT       | Kapstadt                    |
| STERBEDATUM      | 6. Juni 1978                |
| STERBEORT        | Athen                       |